# 威利·弗尼
威利·弗尼（英語：Willie Fernie，1928年11月22日—2011年7月1日），苏格兰男子足球运动员，司职前锋。他曾代表苏格兰代表队参加1954年和1958年国际足联世界杯，两届比赛均止步小组赛阶段。